# Istrana
Istrana är en ort och kommun i provinsen Treviso i regionen Veneto i Italien. Kommunen hade 9 180 invånare (2018).